# Advice from a Caterpillar
Pour plus de détails, voir Fiche technique et Distribution.
Advice from a Caterpillar est un film américain, réalisé par Don Scardino, sorti en 1999.

## Fiche technique
- Titre : Advice from a Caterpillar
- Réalisation : Don Scardino
- Scénario : Douglas Carter Beane
- Musique : John Hill
- Pays d'origine : États-Unis
- Genre : Comédie dramatique et romance
- Date de sortie : 1999

## Distribution
- Cynthia Nixon : Missy
- Timothy Olyphant : Brat
- Andy Dick : Spaz
- Ally Sheedy : Jan
- Jon Tenney : Suit
- Sarah Hyland : Lizbeth
- Alice Drummond
- Robert Hogan
- Robert Joy
- Mary Beth Peil
- Deborah Rush
- Patrick Breen
- William Duell
- Michael Musto : lui-même (non crédité)